# Richard de Sade
Richard de Sade (* nach 1600; †  27. Juni 1663) war ein französischer Adliger des 17. Jahrhunderts aus dem Hause Sade.
Er war der zweite Sohn des Grafen Balthazar de Sade und der Diane de Baroncelli-Javon.
Er wurde Doktor der Theologie an der Universität Avignon. 1634 erhielt er die Pfründe des Domherrn von San Lorenzo in Damaso. Er wurde Kämmerer des Papstes und auch Vize-Gouverneur von Tivoli und Ravenna. 1662 wurde er Großvikar, am 14. März 1663 Bischof von Cavaillon. 1663 war er Abgesandter der Grafschaft Venaissin in Rom.
Am 27. Juni 1663 starb er, sein Grabmal ist in der Kirche San Lorenzo in Damaso in Rom.